# Лози (народ)

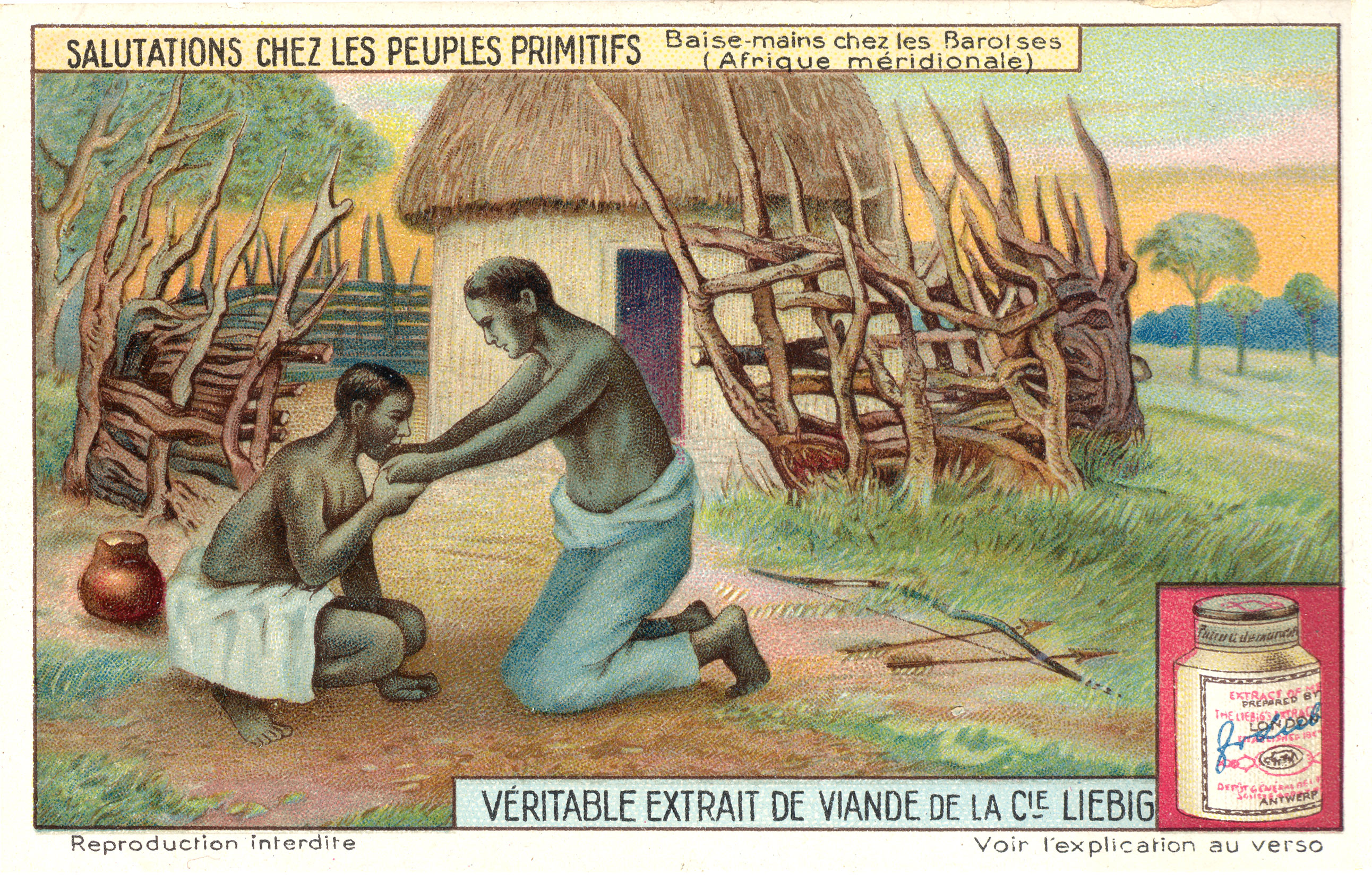
Традиционное приветствие народа баротсе

Флаг лози

Лози, балози, баротсе — народ, населяющий область Баротселенд Замбии. Также живут в Намибии и Зимбабве. Численность — около 1 млн чел. Близко родственны по языку и культуре народам кванга, индундулу, симаи. Язык относится к юго-восточной подгруппе языков банту.
Основные занятия — поливное земледелие (кукуруза, сорго, маниок) и животноводство. Развито отходничество.
Большинство лози — христиане, часть — принадлежит к традиционным верования. К концу XIX века у них сложилось раннее государство (возможно, сложное вождество).
В 1890 году вожди лози приняли протекторат Великобритании, и значительная часть государства лози вошла впоследствии (1911) в Северную Родезию.
В конце XIX столетия лози, которые пришли из-за Замбези, вытеснили из так называемой полосы Каприви и практически уничтожили народ макололо. На протяжении истории неоднократно возникали разногласия между лози и овамбо, самым многочисленным народом севера Намибии. Конфликты привели к провозглашению в 1994 году Армии освобождения Каприви, которая выступала за независимость Каприви.